# مانیکا باترا
مانیکا باترا (متولد ۱۵ ژوئن ۱۹۹۵) بازیکن تنیس روی میز هند است. از نوامبر سال ۲۰۲۰، او بهترین بازیکن زن تنیس روی میز در هند و رتبه ۶۳ جهان است. او در سال ۲۰۲۰ جایزه راجیو گاندی خیل راتنا را دریافت

## اوایل زندگی
باترا در ۱۵ ژوئن ۱۹۹۵ به عنوان کوچکترین فرزند از سه فرزند متولد شد. او اهل نارینا ویهار در دهلی است و از چهار سالگی شروع به بازی تنیس روی میز کرد. خواهر بزرگتر آنچال و برادر بزرگتر سهیل هر دو تنیس روی میز بازی می‌کردند آنچال در اوایل دوران بازیگری خود بر او تأثیر داشت. پس از پیروزی در یک مسابقه در یک تورنمنت زیر ۸ سال در سطح ایالت، باترا تصمیم گرفت زیر نظر مربی سندیپ گوپتا تمرین کند که به او پیشنهاد داد به مدرسه مدل هانس راج که در آن آکادمی خود را اداره می‌کند تغییر دهد.
باترا در زمان نوجوانی بسیاری از پیشنهادهای مدلینگ را رد کرد. هنگامی که او ۱۶ ساله بود، وی از بورس تحصیلی برای آموزش در آکادمی پیتر کارلسون در سوئد خودداری کرد. وی قبل از ترک تحصیل و تمرکز روی تنیس روی میز، یک سال در کالج عیسی و مری ، دهلی نو تحصیل کرد.

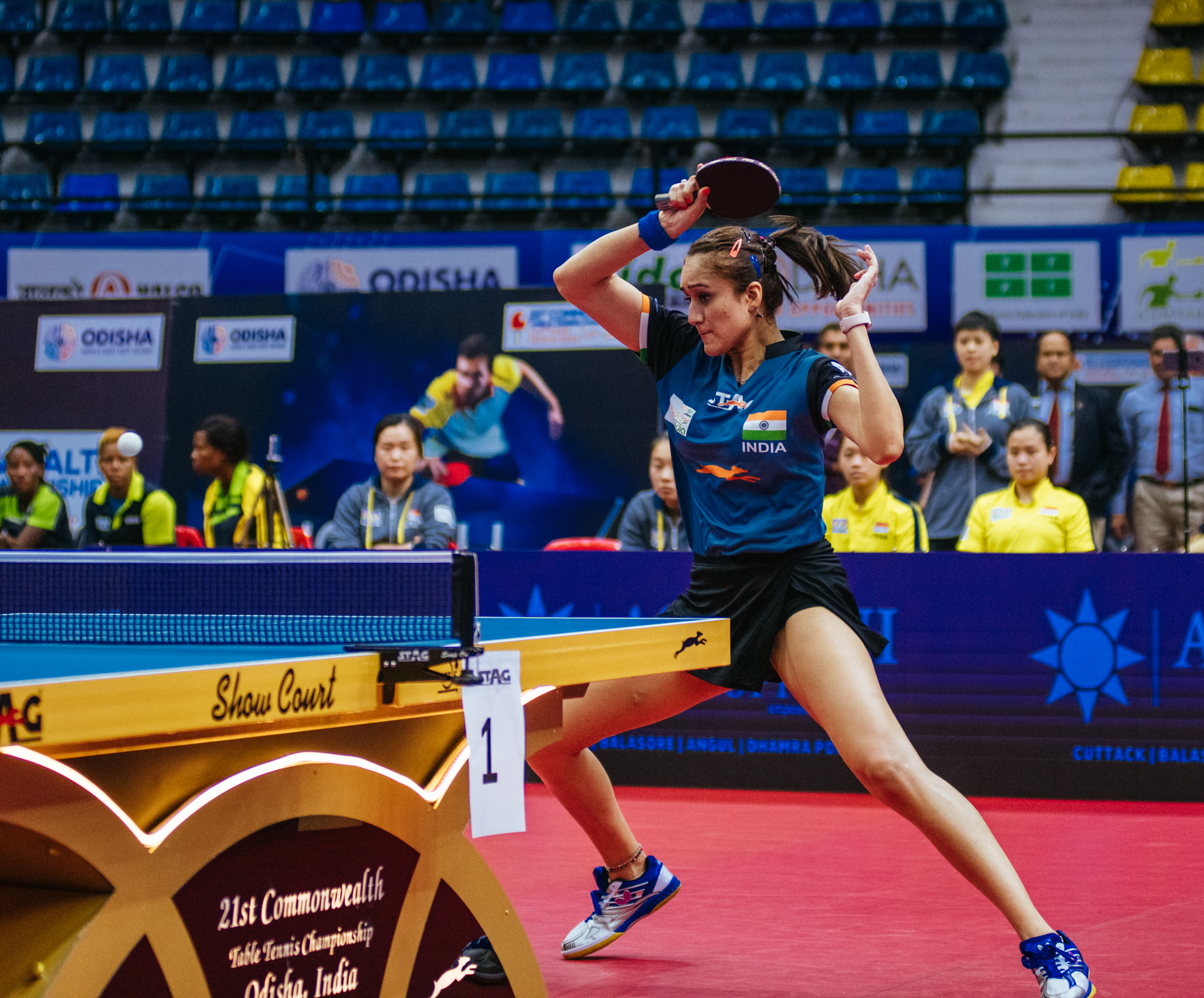
مانیکا باترا در مسابقات قهرمانی تنیس روی میز مشترک المنافع ۲۰۱۹، ادیشا، هند

## جوایز
- راجیو گاندی خیل راتنا (۲۰۲۰) - بالاترین افتخار ورزشی هند.

## در رسانه‌ها
باترا در ژوئیهٔ ۲۰۱۸ بر روی جلد مجلهٔ femina قرار گرفت. او همچنین در نوامبر ۲۰۱۸ بر روی نسخه ای از مجلهٔ وگ که یک مجله ماهانه مد و سبک زندگی آمریکایی است قرار گرفت.